# Unidas Podemos
Az Unidas Podemos (magyarul: „Együtt Képesek Vagyunk Rá”, korábban: Unidos Podemos) egy baloldali pártszövetség Spanyolországban, ami abból a célból jött létre a Podemos, az Egyesült Baloldal, a Népi Egység, illetve egyéb baloldali és szélsőbaloldali tömörülések által, hogy a 2016-os előrehozott általános választáson egy politikai szövetségbe szervezze a markáns baloldali, demokratikus szocialista szellemiségű pártokat. A szövetség létrejöttét 2016. május 9-én jelentették be többhetes tárgyalások után. A 2019 áprilisában megrendezett előrehozott általános választások előtt a pártszövetség addigi nevét annak feminin formájára cserélték.
Az Unidas Podemos mint megszorítás-ellenes mozgalom, a közvetlen demokráciát, a föderalizmust és a spanyol republikanizmust támogatja. A 2019-es novemberi előrehozott általános választás után koalíciós kormányt alakított a Spanyol Szocialista Munkáspárttal.

## Története
A 2015-ös spanyol általános választásra az Ahora en común állampolgári szerveződés több tagja is felvetette annak fontosságát, hogy közös politikai erőként kéne indulnia a különböző baloldali pártoknak és szervezeteknek. Ebből a szerveződésből jött létre a Népi Egység (Unidad Popular), amelybe betagozódott az Ahora en común (Most közösen) mozgalom és az Egyesült Baloldal is. A választáson 2 mandátumot szereztek a Képviselőházban.
2016. április 20-án a Podemos és a Népi Egység tárgyalásokat kezdeményezett annak érdekében, hogy a júniusi előrehozott választásokra közös listán induljanak, mivel a felmérések szerint komoly esélyük nyílt arra, hogy együttműködés esetén a Spanyol Szocialista Munkáspártnál is több szavazatot szereznének. 2016. május 9-én Pablo Iglesias Turrión (Podemos) és Alberto Garzón (IU) hivatalosan bejelentette pártjaik szövetségét, és néhány nappal később, május 13-án megalakult az Unidos Podemos pártszövetség.

## Ideológia
A pártszövetség túlnyomó részét a baloldali Podemos alkotja, de megtalálhatóak itt különféle baloldali és szélsőbaloldali tömörülések is, amelyek többnyire az Egyesült Baloldal (IU) politikai koalíciójából származnak. A Podemos az egyetlen jelentősebb szavazóbázissal rendelkező párt, amely megkérdőjelezi a monarchia szerepét és a jelenlegi spanyol alkotmányt. Pablo Iglesias Turrión, a szövetség vezetője azt szeretné, ha Katalónia továbbra is Spanyolország része lenne, de kiemelte, hogy pártja tiszteletben tartja a katalánok többségének akaratát, akik a kérdésről népszavazás útján akarnak dönteni. A párt a bebörtönzött katalán vezetők szabadon bocsátását kérte a spanyol Legfelsőbb Bíróságtól.
A Podemos egy együttműködésen alapuló programot mutatott be a 2014-es európai parlamenti választásra. A legfontosabb programpontok között szerepelt a szegénység felszámolása, az államháztartás rendszerszintű ellenőrzése, az alapvető emberi méltóság megőrzése egy mindenki számára biztosított alapjövedelem révén, emellett a nagyvállalatok és a multinacionális szervezetek adóelkerülése elleni küzdelem, valamint a kisebb vállalkozások támogatása. A lisszaboni szerződés visszavonását vagy alapos átdolgozását, egyes szabadkereskedelmi megállapodásoktól való visszalépést, illetve jelentős alkotmánymódosítás esetén népszavazás kiírását támogatták. Hangsúlyozták a környezetvédelem fontosságát, a fosszilis tüzelőanyagok fogyasztásának csökkentését, a tömegközlekedés fejlesztését, a megújuló energiával kapcsolatos kezdeményezések támogatását, továbbá a helyi élelmiszertermelő kis- és középvállalkozások megsegítését szorgalmazták.
2021-ben az Unidas Podemos támogatta a baloldali Más País által benyújtott törvényjavaslatot, amely legalizálná a kannabisz rekreációs célú használatát Spanyolországban.

## Választási eredmények

### Parlamenti választások
Pablo Iglesias a Podemos és az IU pártszövetség 2016-os előrehozott általános választáson elért eredményét nagyon kiábrándítónak találta, ugyanakkor úgy vélekedett, hogy a helyes út továbbra is a szövetség fenntartása. Az Unidos Podemos 71 képviselői mandátumot szerzett, ellenben megközelítőleg 1,1 millió szavazatot vesztett.
2019 februárjában a Képviselőház leszavazta a szocialista kormány költségvetési tervét, amely fedezetet biztosított volna a korábban bevezetett bér- és nyugdíjemelésekre, így a kormány megbukott. Az áprilisban megrendezett előrehozott általános választáson a pártszövetség a három évvel azelőtti eredményét jócskán alulmúlta, és 29 képviselői helyet bukott.
2019 novemberében újabb előrehozott általános választásra került sor, miután VI. Fülöp spanyol király nem kérte fel kormányalakításra Pedro Sánchez ügyvezető miniszterelnököt, az áprilisi választásokon győztes Spanyol Szocialista Munkáspárt (PSOE) főtitkárát, de más jelöltet sem. Az Unidas Podemos tavaszhoz képest további 7 mandátumot vesztett, amelynek következtében a negyedik legerősebb frakcióvá csúszott vissza. A választások után koalíciós kormányt alakított a Spanyol Szocialista Munkáspárttal.
| Spanyol törvényhozás                              |                        |                  |              |                          |                          |                                    |
| Választás                                         | Listavezető            | Képviselőház     | Képviselőház | Képviselőház             | Szenátus                 | Kormányzat                         |
| Választás                                         | Listavezető            | Szavazatok száma | %            | Elnyert mandátumok száma | Elnyert mandátumok száma | Kormányzat                         |
| 2016-os előrehozott általános választás           | Pablo Iglesias Turrión | 5 087 538        | 21.15 (#3)   | 71 / 350                 | 16 / 208                 | ellenzék                           |
| 2019-es áprilisi előrehozott általános választás  | Pablo Iglesias Turrión | 3 751 145        | 14.32 (#4)   | 42 / 350                 | 0 / 208                  | előrehozott választásra került sor |
| 2019-es novemberi előrehozott általános választás | Pablo Iglesias Turrión | 3 119 364        | 12.86 (#4)   | 35 / 350                 | 0 / 208                  | kormánypárt                        |

### Európai parlamenti választások
2018. május 26-án a Podemos bejelentette, hogy a pártszövetség a 2019-es európai parlamenti választáson az Unidas Podemos cambiar Europa (magyarul: „Együtt képesek vagyunk megváltoztatni Európát”) néven indul.
| Európai Parlament |                               |                  |            |                          |
| Választás         | Listavezető                   | Szavazatok száma | %          | Elnyert mandátumok száma |
| 2019              | María Eugenia Rodríguez Palop | 2 258 857        | 10.07 (#4) | 6 / 59                   |

### Regionális választások
| Tartomány                   | Választás | Szavazatok száma | %         | Elnyert mandátumok száma | Kormányzat        |
| --------------------------- | --------- | ---------------- | --------- | ------------------------ | ----------------- |
| Baleár-szigetek             | 2019      | 41 824           | 9.74 (#4) | 6 / 59                   | kormánypárt       |
| Kasztília és León           | 2022      | 62 138           | 5.11 (#4) | 1 / 81                   | ellenzék          |
| Kasztília-La Mancha         | 2019      | 74 372           | 6.92 (#5) | 0 / 33                   | parlamenten kívül |
| Extremadura                 | 2019      | 44 309           | 7.20 (#4) | 4 / 65                   | ellenzék          |
| La Rioja                    | 2019      | 10 844           | 6.65 (#4) | 2 / 33                   | kormánypárt       |
| Madrid (autonóm közösség)   | 2021      | 263 871          | 7.24 (#5) | 10 / 132                 | ellenzék          |
| Valencia (autonóm közösség) | 2019      | 215 392          | 8.10 (#6) | 8 / 99                   | kormánypárt       |

## Fordítás
Ez a szócikk részben vagy egészben  az   Unidas Podemos című angol Wikipédia-szócikk ezen változatának fordításán alapul.  Az eredeti cikk szerkesztőit annak laptörténete sorolja fel. Ez a jelzés csupán a megfogalmazás eredetét és a szerzői jogokat jelzi, nem szolgál a cikkben szereplő információk forrásmegjelöléseként.